# Valea lui Mihai
Valea lui Mihai é uma cidade da Romênia com 10665 habitantes, localizada no județ (distrito) de Bihor.